# Strada nazionale 64
La strada nazionale 64 era una strada nazionale del Regno d'Italia, che congiungeva Orvieto a Terni.
Venne istituita nel 1923 con il percorso "Orvieto - Todi - Terni".
Nel 1928, in seguito all'istituzione dell'Azienda Autonoma Statale della Strada (AASS) e alla contemporanea ridefinizione della rete stradale nazionale, il suo tracciato costituì il tratto iniziale della strada statale 79 Ternana.